# Ханкок (Нью-Гэмпшир)
Ханкок (англ. Hancock) — город в округе Хилсборо, штат Нью-Гэмпшир, США.

## География
Город имеет общую площадь 31,2 кв. мили (81 км²), из которых 30 кв. миль (78 км²) являются земной поверхностью и 1,2 кв. мили (3,1 км²) — водной. Через город протекает река Contoocook River бассейна реки Мерримак. Горы Skatutakee Mountain, на которых расположен город, имеют самую высокую точку Ханкока на высоте 2002 фута (610 метров) над уровнем моря.

## Известные люди
- Грю, Джозеф Кларк — американский дипломат.
- Хантингтон, Сэм — американский актёр.

В городе похоронены Томас Перри и Лила Кэбот Перри.